# Union (guerre de Sécession)
Pour les articles homonymes, voir Union.

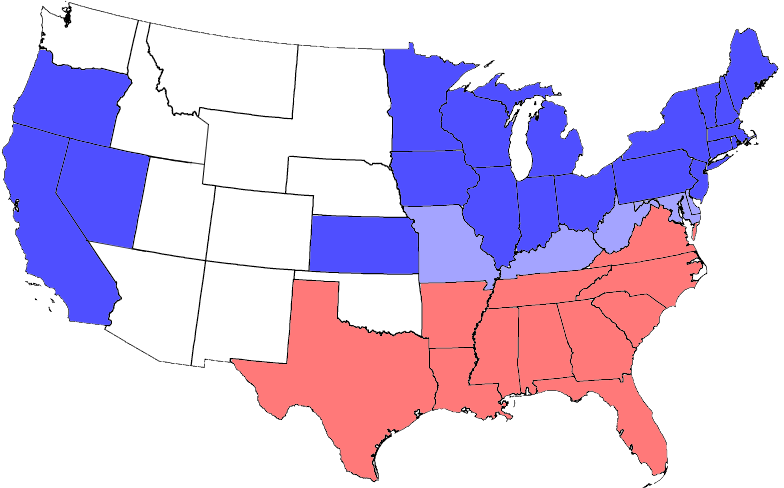
Carte montrant la répartition des États pendant la guerre de Sécession :
Territoires de l'Union
États de l'Union qui pratiquaient l'esclavage
États confédérés
Territoires non réclamés avant ou pendant la guerre de Sécession

Drapeau des États-Unis de 1861 à 1863. Les États du Sud y sont toujours représentés par le nombre d'étoiles puisque leur sécession était considérée comme illégale par les États du Nord. En 1863, une étoile est ajoutée pour représenter le nouvel État de Virginie-Occidentale.

Durant la guerre de Sécession, l’Union est le nom utilisé pour faire référence aux 23 États des États-Unis qui ne faisaient pas partie de la Confédération. Bien que l'Union ait inclus des États de l'Ouest tels que la Californie, l'Oregon, et après 1864 le Nevada, et des États généralement considérés comme le Midwest, l'Union est souvent désignée par l’expression « le Nord » et ses partisans par le terme « les Nordistes ». L'ensemble représente alors au début du conflit environ 22 millions d'habitants contre les 9,1 millions du Sud. Le gouvernement national était dirigé par le président Abraham Lincoln.

## Vue d'ensemble
Puisque le terme avait été employé avant la guerre pour se rapporter aux États-Unis dans leur ensemble (« les États de l'Union »), le terme fut aussi utilisé pour désigner les États non-sécessionnistes, apportant une connotation de légitimité associée à la continuation d'une entité politique préexistante. Aussi, dans le dialogue public des États-Unis, les nouveaux États sont « admis dans l'Union », et le discours annuel du président au Congrès et au peuple est appelé le « Discours sur l'état de l'Union ».
Pendant la guerre civile américaine, ceux fidèles au gouvernement fédéral et opposés à la sécession vivant dans les « border states » et les États confédérés se sont nommés « unionistes ». Les soldats confédérés se sont parfois appelés les « Yankees faits maison ». Toutefois, ces unionistes du Sud n'étaient pas nécessairement des sympathisants du Nord et beaucoup d'entre eux — bien qu'opposés à la sécession — soutenaient la confédération dans les faits.
Pourtant, près de 120 000 unionistes du Sud servirent dans l'armée de l'Union durant la guerre, et chaque État du Sud, sauf la Caroline du Sud, leva des troupes unionistes. Les unionistes du Sud étaient utilisés comme force antiguérilla et comme troupes d'occupation dans les régions de la Confédération occupées par l'Union. Depuis la guerre, le terme « nordiste » a été largement utilisé comme synonyme de l'Union. Le mot Union est généralement utilisé dans les contextes où « États-Unis » pourrait entrainer confusion, ou « Yankee ».

## États de l'Union
| - Californie - Connecticut - Delaware - Illinois - Indiana | - Iowa - Kansas - Kentucky - Maine - Maryland | - Massachusetts - Michigan - Minnesota - Missouri - Nevada | - New Hampshire - New Jersey - New York - Ohio - Oregon | - Pennsylvanie - Rhode Island - Vermont - Virginie-Occidentale* - Wisconsin |

Le Kansas rejoignit l'Union le 14 janvier 1861, après que la crise de la sécession eut commencé mais avant le début des combats. La Virginie-Occidentale se sépara de la Virginie et devint membre de l'Union durant la guerre, le 20 juin 1863. Le Nevada rejoignit aussi l'Union durant la guerre, le 31 octobre 1864.

## Forces armées

### Armée
L'Union Army est le nom donnée à l'armée de terre des États-Unis durant la guerre de sécession. Outre la Regular Army, on compte de nombreux supplétifs, comme les milices d'États, ou encore les United States Colored Troops.

### Marine
L'Union Navy est le nom donné à la marine américaine durant la guerre de sécession.